# Зиновьев, Илья Игоревич
Илья Игоревич Зиновьев (род. 15 марта 1996, Челябинск) — российский хоккеист, нападающий.

## Биография
Воспитанник челябинского «Трактора». В сезоне 2012/13 дебютировал в команде МХЛ «Белые медведи». На импорт-драфте CHL был выбран под 54-м номером клубом «Шавиниган Катарактс» и сезон 2013/14 отыграл в QMJHL. Сезон 2014/15 провёл в «Белых медведях», в следующем сезоне играл за «Челмет» в ВХЛ и провёл 16 матчей за «Трактор» в КХЛ. В сезоне 2016/17 сыграл 42 матча за «Трактор», 8 — за «Челмет», пять — за «Белых медведей». Сезоны 2017/18 — 2019/20 отыграл в «Челмете». Выступал за команды ВХЛ «Южный Урал» (2020/21), «Тамбов» (2021/22), «Дизель» (2021/22). С сезона 2022/23 — вновь в «Челмете».
Серебряный призёр хоккейного турнира зимних юношеских Олимпийских игр 2012 года. Бронзовый призёр МХЛ (2015).
Младший брат Данил — хоккеист. Старшая сестра Анастасия — жена Евгения Кузнецова.